# Pekelský potok (přítok Ohře)
Pekelský potok je horský tok v Krušných horách a Doupovských horách v okrese Karlovy Vary v Karlovarském kraji, levostranný přítok Ohře.
Délka toku měří 7,36 km, plocha povodí činí 6,5 km².

## Průběh toku
Potok pramení v Krušných horách v nadmořské výšce 1005 metrů na jižním svahu Křížové hory (1027 m).
Po celou délku toku od pramene až k soutoku si potok udržuje jižní až jihovýchodní směr. Podtéká silnici z Krásného Lesa do Srní, kde vtéká do přírodního parku Stráž nad Ohří. Neobydleným územím pokračuje k osadě Peklo. U severního okraje osady pod vesnicí Osvinov opouští Krušné hory a dále již teče v Doupovských horách. Hlubokým údolím se strmými okolními svahy pokračuje okolo rekreačních chalup v osadě Peklo, nad levým břehem potoka se na výrazném vrchu Nebesa (638 m) rozkládá ruina hradu Himlštejn. Podél silnice ze Stráže nad Ohří do Osvinova přitéká do Stráže nad Ohří, kde se potok pod silničním mostem přes Ohři do této řeky vlévá.

## Mlýny
- Vodní mlýn ve Stráži nad Ohří – Stráž nad Ohří čp. 1, okres Karlovy Vary, kulturní památka